# Aile de dérive
Pour les articles homonymes, voir Aile.

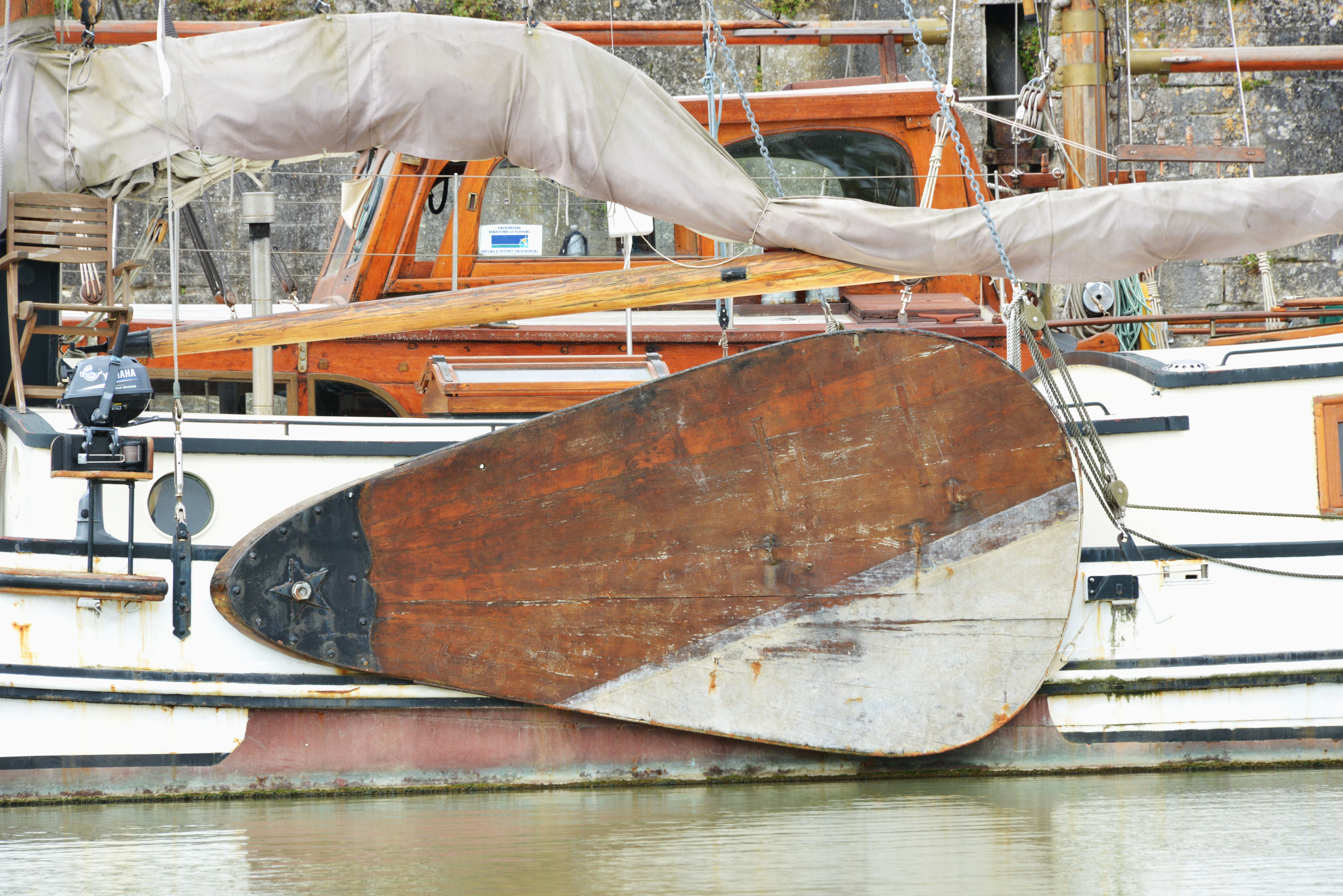
Une aile de dérive sur le Frise De Dicke Door amarré dans le bassin Lapérouse du port de Rochefort.

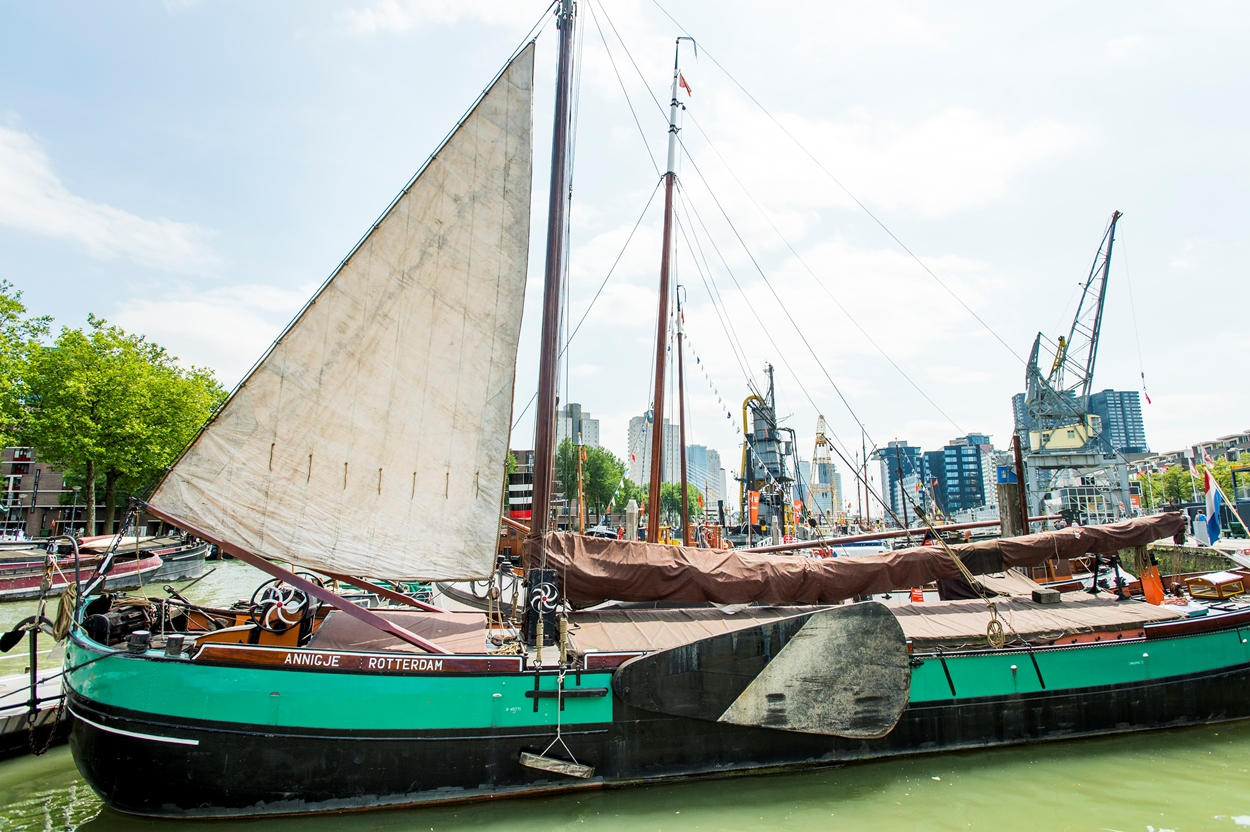
Aile de dérive sur un aak néerlandais.

Une aile de dérive est une forme de quille pivotante disposée latéralement sur un voilier. Par paires, utilisées comme dérive pour stabiliser et réduire la dérive latérale,. Cette conception se rencontre sur certains bateaux fluviaux à fond plat, ou mixtes fluviaux et marins leur permettant d'évoluer dans des eaux peu profondes (zone de marée, fleuves) ainsi que dans des eaux agitées ou par fort vent. 
Ce type de conception est apparu en Chine, au VIIIe siècle avant de se diffuser dans la flotte néerlandaise et portugaise à partir du XVIe siècle,,. Très répandue dans les gréements traditionnels, ce type de dérive est tombé en désuétude sur les bateaux modernes.     

## Sémantique
Le terme français fait allusion à l'analogie avec une aile d'oiseau. On utilise aussi les termes : dérive latérale, semelle de dérive (à cause de sa forme), aileron ou dérive hollandaise. Pour les chaloupes basques, le terme abortza est utilisé.
La traduction anglaise d'une aile de dérive est leeboard qui signifie également "sous le vent", faisant référence à la position sous le vent de l'aile active au maintien du bateau.

## Historique
Apparues en Chine à partir du huitième siècle au moins, sur des navires de guerre qui "tenaient les navires, de sorte que même lorsque le vent et les vagues se soulevaient avec fureur, ils ne sont ni conduits de côté, ni se retournent". Les ailes des dérive utilisées pour stabiliser les jonques et améliorer sa capacité à naviguer au vent, sont documentées dans un livre de Li Chuan.  
Des innovations ont été transmise aux navires portugais et néerlandais vers 1570,, : "Les Portugais ont essayé de calfeutrer leurs navires à la chinoise et les Néerlandais ont probablement ajouté à leur embarcation des ailes de dérives copiées à partir de modèles chinois". Les ailes de dérive sont donc utilisées depuis 1570, par les voiliers côtiers et fluviaux utilisés pour le transport, tels que les scutes hollandais, des barges de la Tamise et des gundalows américains. 
Les ailes de dérive sont tombées en désuétude sur les voiliers modernes, outre l'aspect inesthétique subjectif, c'est la difficulté des manœuvres sur les voiliers équipés d'ailes de dérive (virement de bord), qui limite un plus vaste usage moderne.         

Un jonque de la dynastie Song au XIIIe siècle laissant voir la présence d'ailes de dérives.

## Description

### Géométrie et fonctionnement
Généralement montées par paires de chaque côté de la coque, les ailes de dérive, en bois ou métal, fonctionnent comme une dérive centrale, ce qui permet aux embarcations à faible tirant d'eau de manœuvrer dans des eaux plus agitées ou par fort vent, là où une quille fixe serait nécessaire. Une seule aile est utile à la fois, celle sous le vent, qui lorsque le navire est incliné est largement immergée (au deux-tiers du tirant d'eau). Elle permet d'opposer une résistante latérale aux fluides et limite la dérive. L'aile au vent, sur le bord opposé, partiellement immergée est relevée afin de réduire la traînée. Contrairement aux dérives classiques, symétriques par rapport à l'axe du bateau, les planches sont souvent asymétriques, ce qui leur permet de lever plus efficacement dans une direction. Les ailes de dérive simplifient la construction de la coque, car elles sont fixées à l'extérieur et ne nécessitent pas de trous dans la coque (pour la dérive centrale), qui pourrait provoquer des fuites.

### Avantages
Les bateaux qui sont munis d'ailes de dérive, ont l'avantage de pouvoir disposer d'un faible tirant d'eau. Ils peuvent naviguer en eaux peu profondes (zone de marée, de récifs, de haut fond marins ou fluviaux) et en eaux plus agitées comme dans des estuaires ou le long des côtes maritimes. Les ailes de dérives limitent la dérive latérale et stabilisent le navire.
Ils ont notamment permis aux gundalows de transporter les cargaisons difficiles à charger et à décharger dans des zones de marées, ainsi que de procéder facilement à l’entretien de leurs coques. Les ailes de dérives étaient également plus faciles à construire qu’une grande dérive centrale.

### Inconvénients
Un des inconvénients de ce type de dérive est la nécessité de lester les navires, même à minima, limitant la capacité de l'embarcation en port en lourd. Toutefois l'utilisation d'ailes de dérive, permet de laisser le plancher du bateau dégagé et d'en améliorer la capacité volumique : Comme les dérives centrales sont rétractables, elles nécessitent un grand coffre étanche pour les maintenir en place une fois rétractées, ce qui occupe un espace autrement utile sur le fond de cale, la cabine ou le cockpit du bateau.
Un autre inconvénient, qui a certainement emmené la diminution de son usage, est la complexité du processus de virement de bord pour les voiliers qui en sont équipés.

## Développement moderne
Les développements modernes permettent à ce type de conception d'agir comme un foil améliorant la vitesse. Certains bateaux rapides utilisent des ailes similaires qui sont montées entre l'axe de la coque et les côtés, afin qu'ils puissent utiliser une paire de foils asymétriques pour une portance maximale et une traînée minimale.

## Type de navires à ailes de dérive

### Bateaux fluviaux
- Aak
- Gabare fluviale
- Péniche
- Barge de la tamise

### Bateaux mixtes fluviaux / maritimes
- Scute
- Gabare maritime
- Galiote
- Gundalow

## Galerie d'images

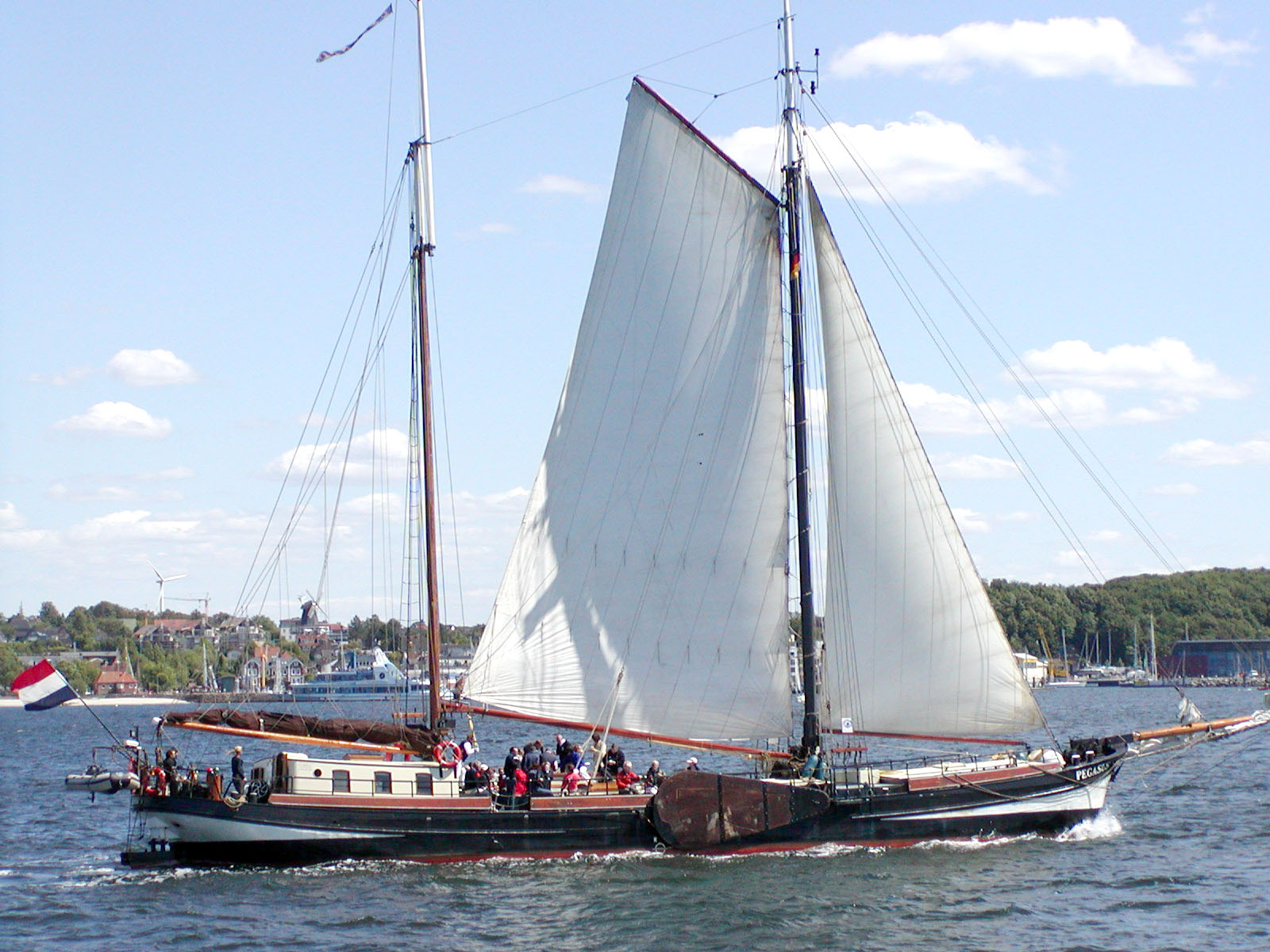
Une gabare néerlandaise avec un vent de tribord, avec l'ailes au vent relevés.
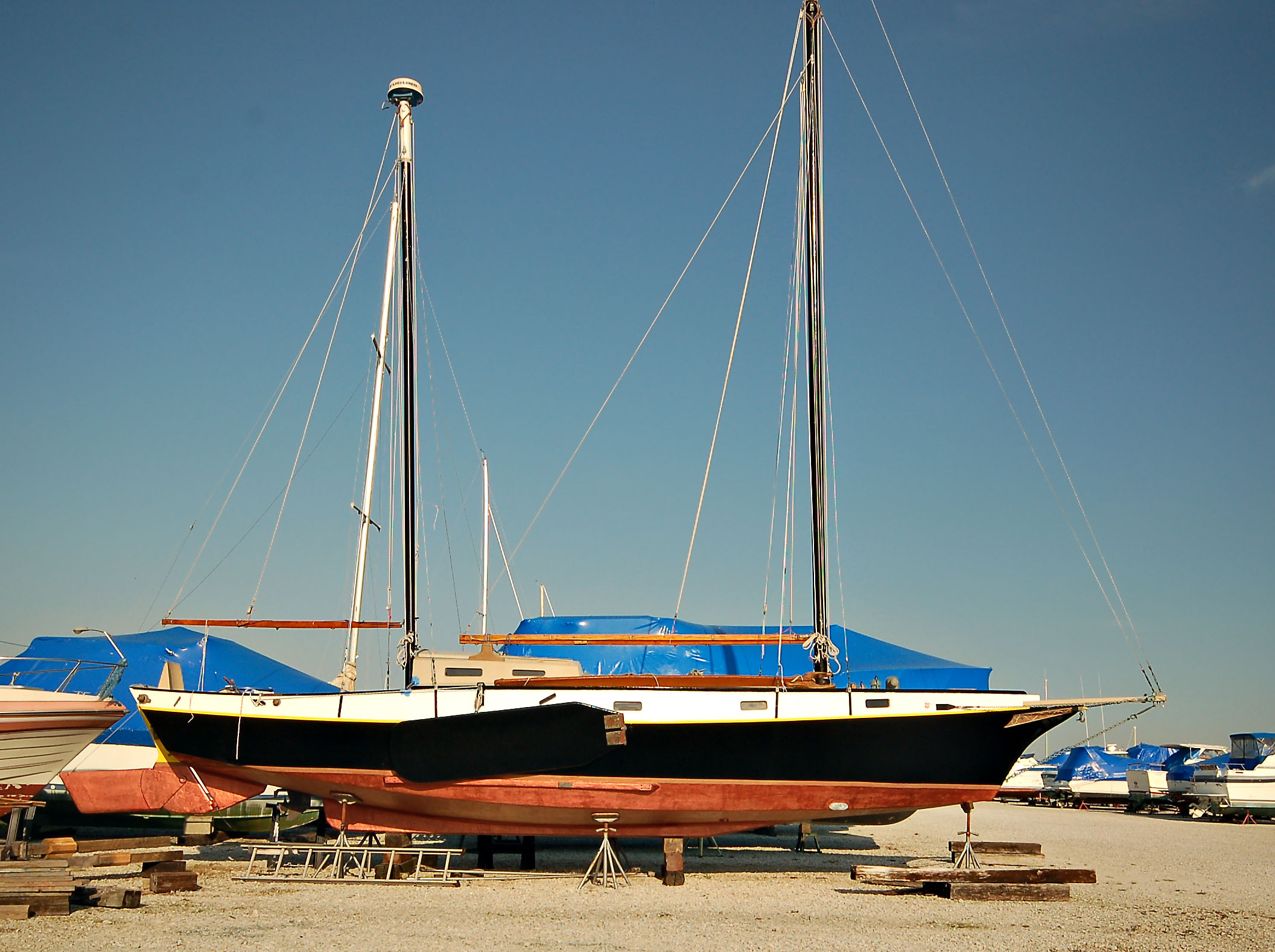
Le Centenaire, un sharpie ketch, muni d'ailes de dérive
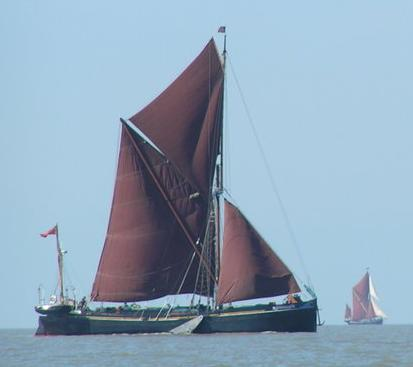
Ailes de dérive déployées sur une barge de la Tamise : Le Canthusus.
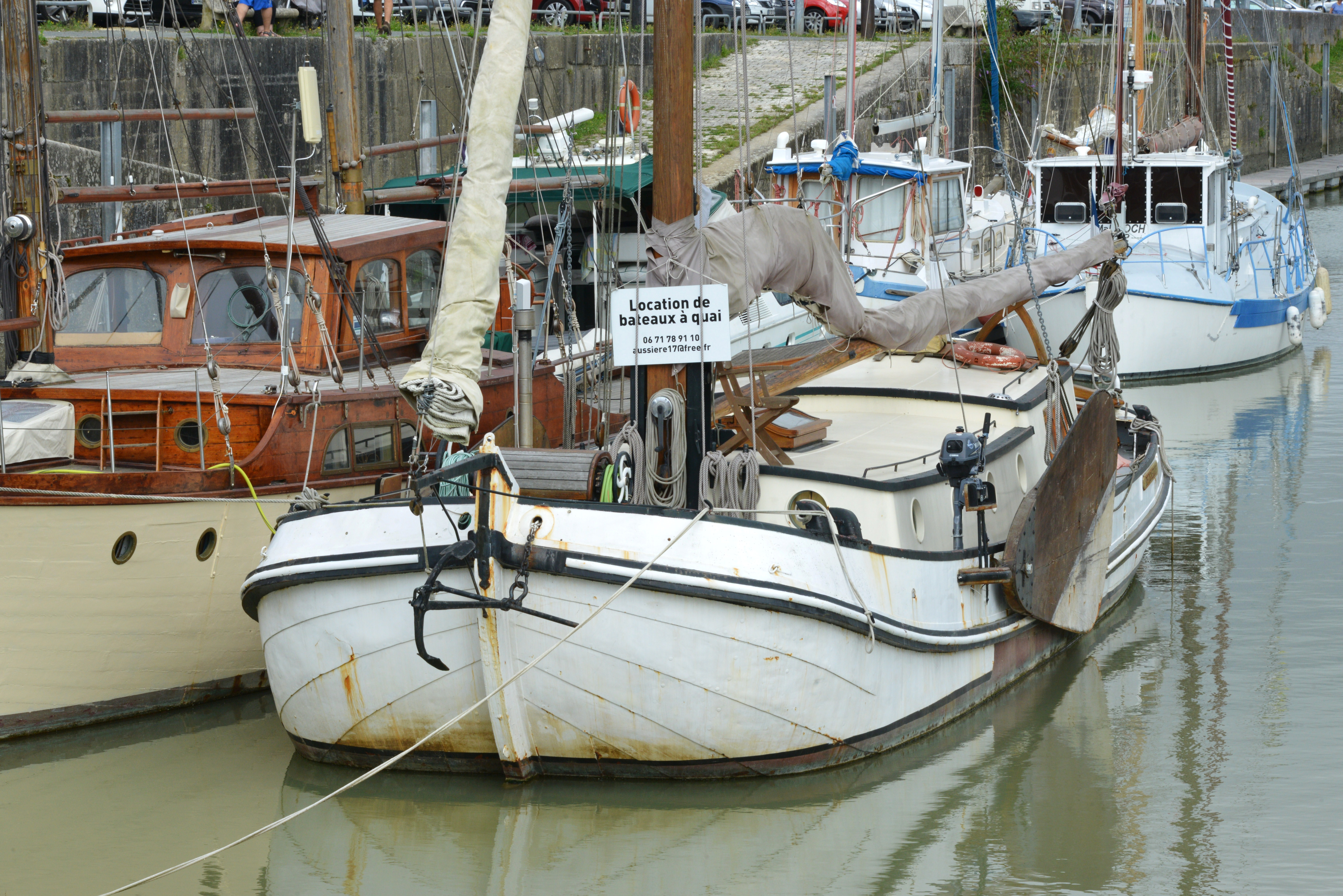
Le Frise De Dicke Door à quai à Rochefort
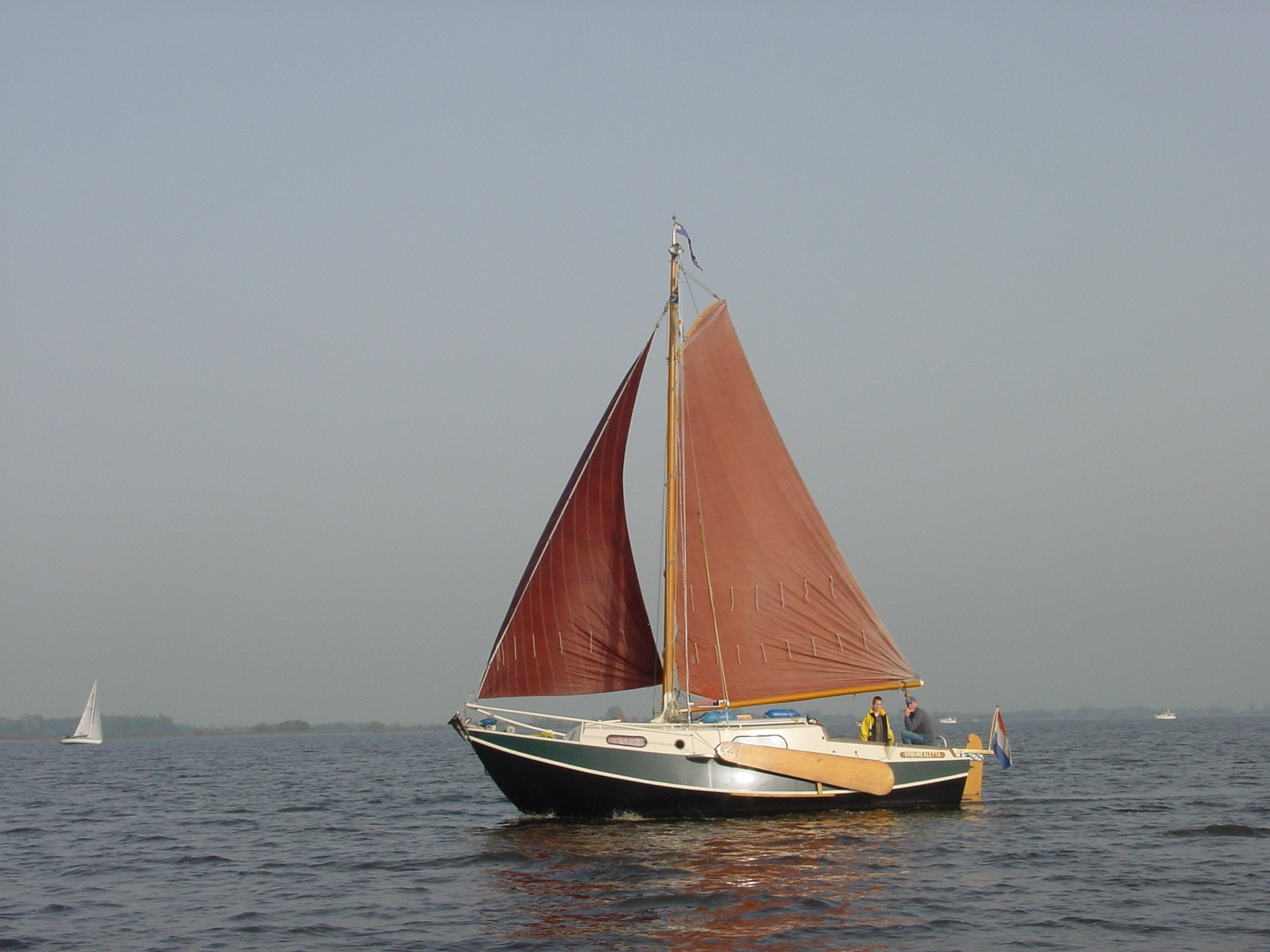
Voilier néerlandais à ailes de dérives
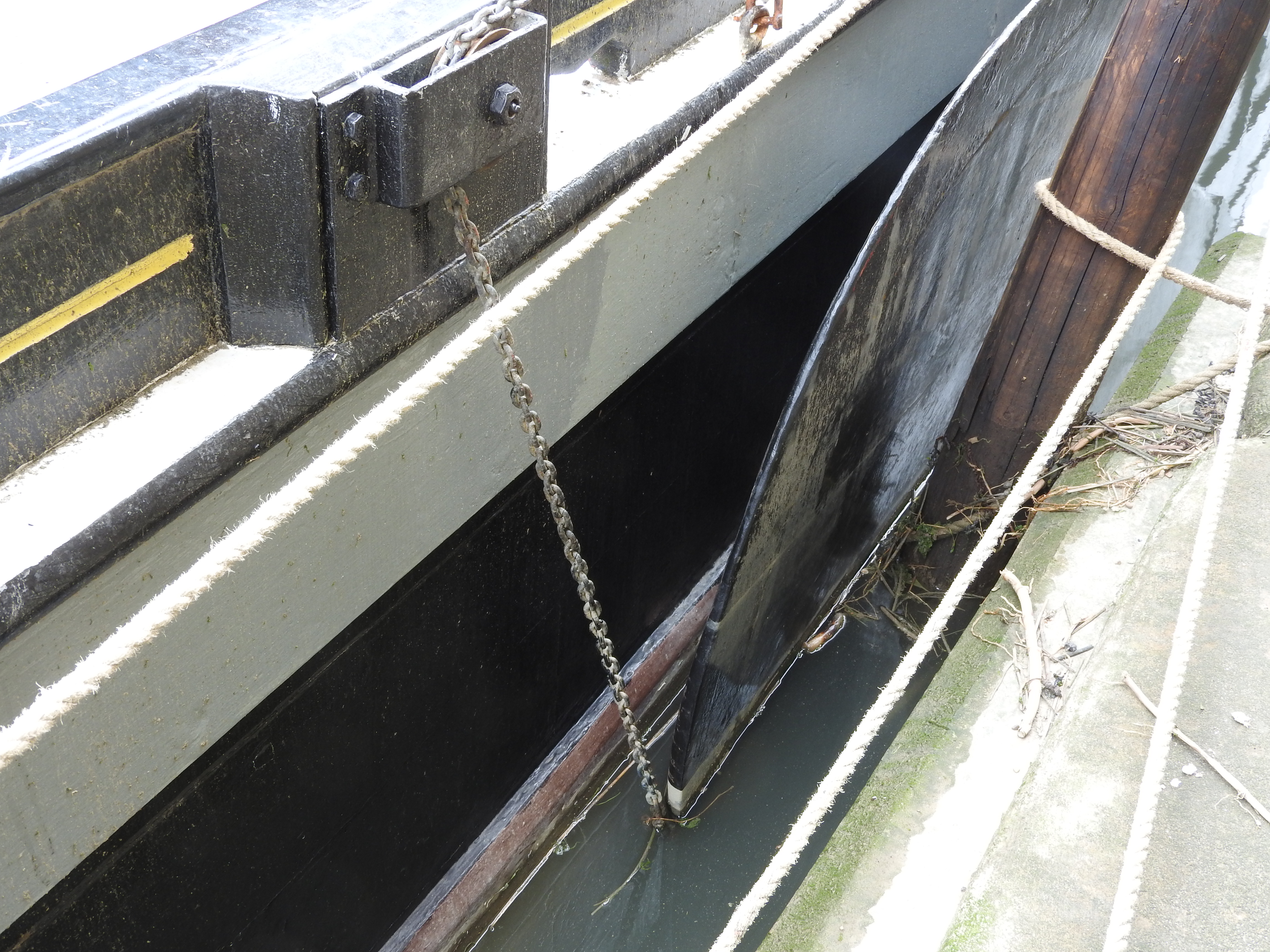
Aile de dérive en métal du Lady of the Lea une barge de la Tamise de 1931.
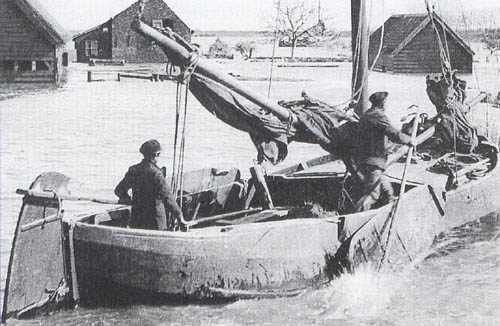
Voilier néerlandais à ailes de dérive
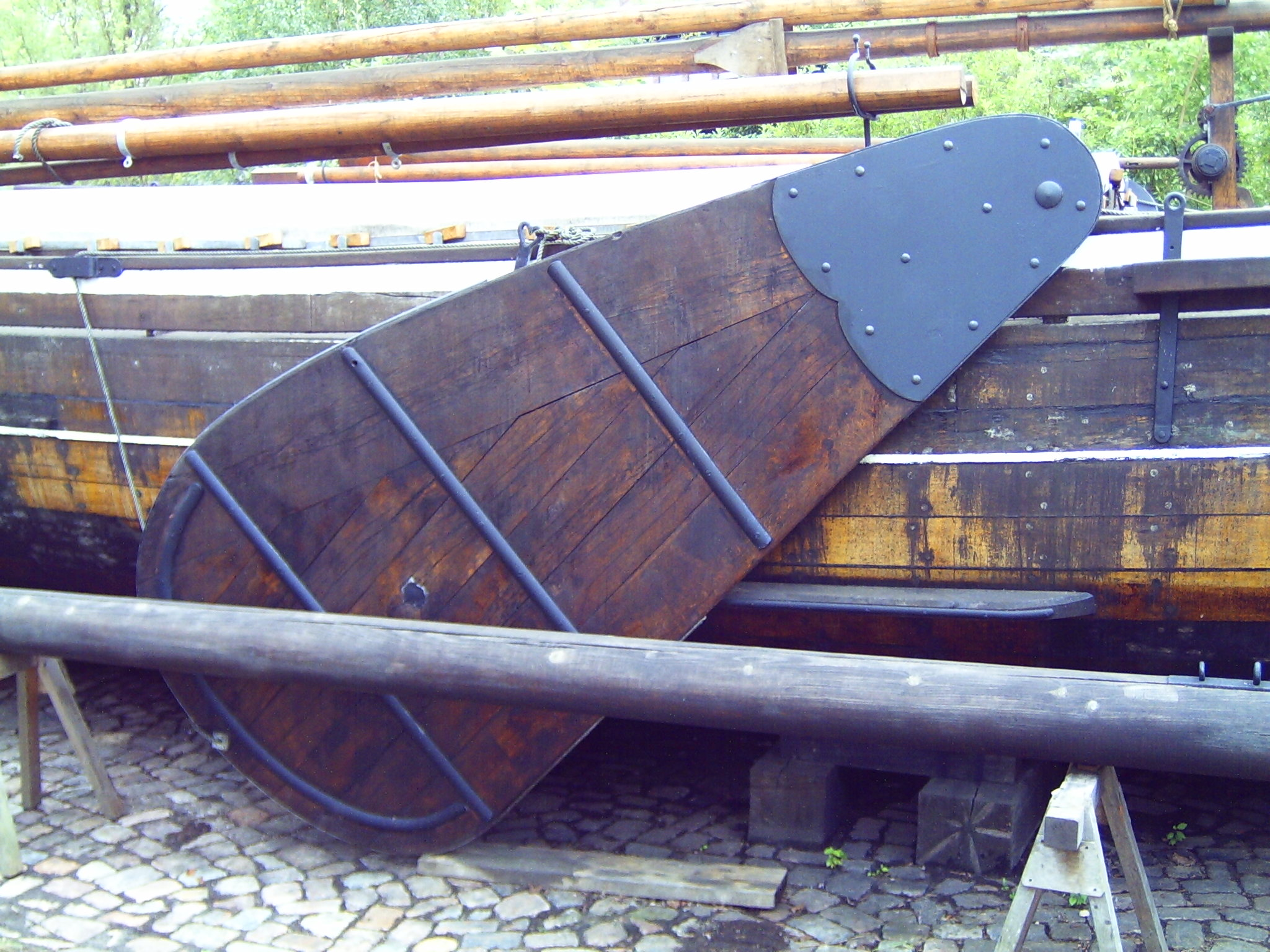
Aile de dérive en bois (détail)
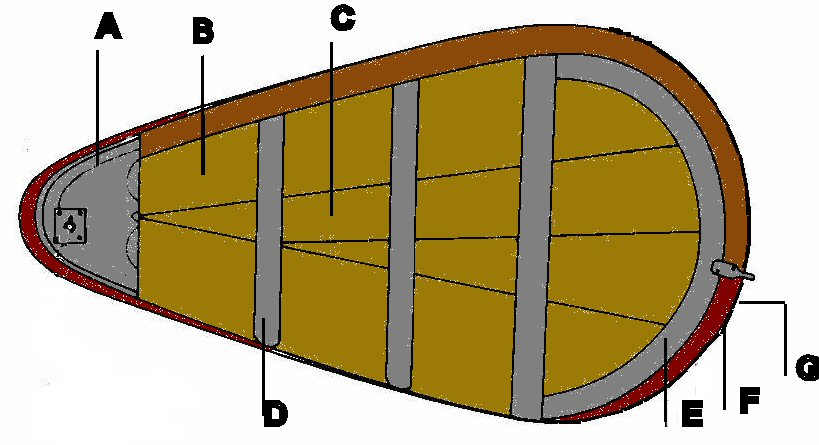
Schéma d'une aile de dérive